# Иво Андрић
Иво Андрић (Долац, код Травника, 9. октобар 1892 — Београд, 13. март 1975) био је српски и југословенски књижевник и дипломата Краљевине Југославије.
Године 1961. добио је Нобелову награду за књижевност „за епску снагу којом је обликовао теме и приказао судбине људи током историје своје земље”. Као гимназијалац, Андрић је био припадник напредног револуционарног покрета против Аустроугарске власти Млада Босна и страствени борац за ослобођење јужнословенских народа од Аустроугарске монархије. У аустријском Грацу је дипломирао и докторирао, а време између два светска рата провео је у служби у конзулатима и посланствима Краљевине Југославије у Риму, Букурешту, Грацу, Паризу, Мадриду, Бриселу, Женеви и Берлину. Био је члан Српске академије наука и уметности у коју је примљен 1926. године. Његова најпознатија дела су поред романа На Дрини ћуприја и Травничка хроника, Проклета авлија, Госпођица и Јелена, жена које нема. У својим делима се углавном бавио описивањем живота у Босни за време османске власти.
У Београду је основана Задужбина Иве Андрића, прва и најважнија одредба пишчеве опоруке била је да се његова заоставштина сачува као целина и да се, као легат односно, задужбина, намени за опште културне и хуманитарне потребе. На основу пишчеве тестаментарне воље, сваке године додељује се Андрићева награда за причу или збирку прича написану на српском језику.

## Биографија

### Детињство и школовање
Рођен је 9. октобра или 10. октобра 1892. године у Долцу поред Травника у Босни и Херцеговини под аустроугарском окупацијом од оца Антуна Андрића (1863—1896), школског послужитеља, и мајке Катарине Андрић (рођена Пејић). Будући велики писац се родио у Доцу стицајем околности, док му је мајка боравила у гостима код родбине. На крштењу добио је име Иван. Као двогодишњи дечак остао без оца који је умро од последица туберкулозе. Оставши без мужа и суочавајући се са беспарицом, Ивина мајка је заједно са сином прешла да живи код својих родитеља у Вишеград где је млади Андрић провео детињство и завршио основну школу. Андрић је 1903. године уписао сарајевску Велику гимназију, најстарију босанско-херцеговачку средњу школу. За гимназијских дана, Андрић почиње да пише поезију и 1911. године у „Босанској вили” објављује своју прву песму „У сумрак”. Као гимназијалац, Андрић је био ватрени поборник интегралног југословенства, припадник напредног националистичког покрета Млада Босна и страствени борац за ослобођење јужнословенских народа од Аустроугарске монархије. Добивши стипендију хрватског културно-просветног друштва „Напредак”, Андрић октобра месеца 1912. године започиње студије словенске књижевности и повести на Мудрословном факултету Краљевског свеучилишта у Загребу. Наредне године прелази на Бечки универзитет али му бечка клима не прија и он, наследно оптерећен осетљивим плућима, често болује од упала. Обраћа се за помоћ свом гимназијском професору, Тугомиру Алауповићу, и већ следеће године прелази на Филозофски факултет Јагелонског универзитета у Кракову. У Кракову је становао код породице чија је ћерка Јелена Иржиковска могла да буде прототип за „Јелену, жену које нема”. О томе постоји књига „Јелена, жена које има”.

### Први светски рат
Године 1914, на вест о сарајевском атентату и погибији Надвојводе Франца Фердинанда, Андрић пакује своје студентске кофере, напушта Краков и долази у Сплит. Одмах по доласку у Сплит, средином јула, аустријска полиција га хапси и одводи прво у шибенску, а потом у мариборску тамницу у којој ће, као политички затвореник и припадник Младе Босне, остати до марта 1915. године. За време боравка у мариборском затвору, Андрић је интензивно писао песме у прози. По изласку из затвора, Андрићу је био одређен кућни притвор у Овчареву и Зеници у којем је остао све до лета 1917. године, када је, након смрти цара Франца Јозефа, објављена општа амнестија, после чега се вратио у Вишеград.

### Између два рата
Након изласка из кућног притвора због поновљене болести плућа, одлази на лечење у Загреб, у Болницу Милосрдних сестара где довршава књигу стихова у прози која ће под називом „Ex Ponto” бити објављена у Загребу 1918. године. Незадовољан послератном атмосфером у Загребу, Андрић поново моли помоћ Тугомира Алауповића, и већ почетком октобра 1919. године почиње да ради као чиновник у Министарству вера у Београду. Београд га је срдачно прихватио и он интензивно учествује у књижевном животу престонице, дружећи се са Милошем Црњанским, Станиславом Винавером, Симом Пандуровићем, Сибетом Миличићем и другим писцима који се окупљају око кафане „Москва”.
Андрић је имао веома успешну дипломатску каријеру: године 1920. био је постављен за чиновника у посланству у Ватикану, а потом је радио као дипломата у конзулатима у Букурешту, Трсту и Грацу. У то време објавио је збирку песама у прози „Немири”, приповетке „Ћоркан и Швабица”, „Мустафа Маџар”, „Љубав у касаби”, „У мусафирхани” и циклус песама „Шта сањам и шта ми се догађа”.
У јуну 1924. године је на Универзитету у Грацу одбранио докторску тезу „Развој духовног живота у Босни под утицајем турске владавине” (Die Entwicklung des geistigen Lebens in Bosnien unter der Einwirkung der türkischen Herrschaft). На предлог Богдана Поповића и Слободана Јовановића, 1926. године, Иво Андрић бива примљен за члана Српске краљевске академије, а исте године у Српском књижевном гласнику објављује приповетку „Мара милосница”. Током 1927. године радио је у конзулатима у Марсељу и Паризу, а наредне године у посланству у Мадриду. Исте године објављена је његова приповетка „Мост на Жепи”. Од 1930. до 1933. године био је секретар сталне делегације Краљевине Југославије при Друштву народа у Женеви. 1934. године постаје уредник Српског књижевног гласника и у њему објављује приповетке „Олујаци”, „Жеђ” и први део триптиха „Јелена, жена које нема”.
По доласку Милана Стојадиновића на место председника владе и министра иностраних послова, 8. јула 1935. је постављен за вршиоца дужности начелника Политичког одељења Министарства унутрашњих послова. У влади Милана Стојадиновића више од две године, од 1937. до 1939, обављао је дужност заменика министра иностраних послова.
Иво је 16. фебруара 1939. на годишњој скупштини Српске краљевске академије, на предлог професора Богдана Поповића, сликара Уроша Предића и вајара Ђорђа Јовановића, изабран једногласно у звање редовног члана Академије.
Дипломатска каријера Иве Андрића током 1939. године доживљава врхунац: првог априла издато је саопштење да је Иво Андрић постављен за опуномоћеног министра и изванредног посланика Краљевине Југославије у Берлину. Андрић стиже у Берлин 12. априла, а 19. априла предаје акредитиве канцелару Рајха – Адолфу Хитлеру.

### Други светски рат
У јесен, пошто су Немци окупирали Пољску и многе научнике и уметнике одвели у логоре, Андрић интервенише код немачких власти да се заробљеништва спасу многи од њих. Због неслагања са политиком владе у рано пролеће 1941. године Андрић надлежнима у Београду подноси оставку на место амбасадора, али његов предлог није прихваћен и 25. марта у Бечу, као званични представник Југославије присуствује потписивању Тројног пакта. Дан после бомбардовања Београда, 7. априла, Андрић са особљем напушта Берлин. Наредна два месеца су провели на Боденском језеру. Одбио је да се склони у Швајцарску, и са особљем и члановима њихових породица, 1. јуна 1941. је специјалним возом допутовао у Београд, чиме се завршила његова дипломатска каријера. Новембра 1941. је пензионисан на сопствени захтев, мада је одбио да прима пензију.
Рат проводи у Београду у изолацији. Одбија да потпише Апел српском народу којим се осуђује отпор окупатору. Из моралних разлога је одбио позив културних радника, да се његове приповетке укључе у „Антологију савремене српске приповетке” за време док „народ пати и страда”:
Као српски приповедач, као дугогодишњи сарадник Српске књижевне задруге и члан њеног бившег Књижевног одбора, ја бих се у нормалним приликама, разумљиво, одазвао овом позиву. Данас ми то није могуће, јер у садашњим изузетним приликама, не желим и не могу да учествујем у ни у каквим публикацијама, ни са новим, ни са раније већ објављеним својим радовима.
У тишини своје изнајмљене собе у Призренској улици, пише прво роман Травничка хроника, а крајем 1944. године окончава и роман На Дрини ћуприја. Оба романа објавиће у Београду неколико месеци по завршетку рата. Крајем 1945. године у Сарајеву излази и роман Госпођица.

### Након рата
Године 1946. постаје председник Савеза књижевника Југославије. Током 1946. године објављује „Писмо из 1920. године”. Између 1947. и 1953. године објављује приповетке „Прича о везировом слону”, неколико текстова о Вуку Караџићу и Његошу, „Прича о кмету Симану”, „Бифе Титаник”, „Знакови”, „На сунчаној страни”, „На обали”, „Под Грабићем”, „Зеко”, „Аска и вук”, „Немирна година” и „Лица”. Године 1954, постао је члан Комунистичке партије Југославије. Потписао је Новосадски договор о српскохрватском књижевном језику. Роман „Проклета авлија” је штампао у Матици српској 1954. године. Оженио се 1958. године костимографом Народног позоришта из Београда, Милицом Бабић, удовицом Андрићевог пријатеља, Ненада Јовановића. Исте 1958. године је почео да живи у стану на садашњем Андрићевом венцу.
Нобелов комитет 1961. године додељује Андрићу Нобелову награду за књижевност „за епску снагу којом је обликовао теме и приказао судбине људи током историје своје земље”. Беседом „О причи и причању” се 10. децембра 1961. године захвалио на признању. Андрић је новчану награду од милион долара добијену освајањем Нобелове награде у потпуности поклонио за развој библиотекарства у Босни и Херцеговини. Јосип Броз Тито се није придружио свеопштем слављу у Југославији поводом Андрићевог освајања Нобелове награде, пошто је сматрао да је учињена неправда Мирославу Крлежи. Добрица Ћосић бележи да су на свечаном ручку који је Броз приредио поводом Андрићевог успеха, теме разговора била здрава храна и живот, путовање, као и да је Андрић био уштогљен, дистанциран и да су се домаћини и гости растали уз лажну срдачност.
Дана 16. марта 1968. Андрићева супруга Милица умире у породичној кући у Херцег Новом. Следећих неколико година Андрић настоји да своје друштвене активности сведе на најмању могућу меру, много чита и мало пише. Здравље га полако издаје и он често борави у болницама и бањама на лечењу.
Био је члан Управног одбора Српске књижевне задруге од 1936. до 1939. и од 1945. до смрти 1975. године.
Андрић умире 13. марта 1975. године на старој Војномедицинској академији у Београду. Сахрањен је у Алеји заслужних грађана на Новом гробљу.

## Књижевни рад
Андрић је у књижевност ушао песмама у прози „У сумрак” и „Блага и добра месечина” објављеним у „Босанској вили” 1911. године. Пред Први светски рат, у јуну 1914. године, у зборнику Хрватска млада лирика објављено је шест Андрићевих песама у прози („Лањска пјесма”, „Строфе у ноћи”, „Тама”, „Потонуло”, „Јадни немир” и „Ноћ црвених звијезда”). Прву књигу стихова у прози — „Ex Ponto” — Андрић је објавио 1918. године у Загребу, а збирку „Немири” штампао је у Београду 1920. године.
Андрићево дело можемо поделити у неколико тематско-жанровских целина.
У првој фази, коју обележавају лирика и песме у прози (Ex Ponto, Немири), Андрићев исказ о свету обојен је личним егзистенцијално-спиритуалним трагањем које је делимично било подстакнуто и лектиром коју је у то време читао (Киркегор на пример). Мишљења критике о уметничким досезима тих раних радова подељена су: док српски критичар Никола Мирковић у њима гледа врхунско Андрићево стваралаштво, хрватски књижевни историчар Томислав Ладан сматра да се ради о неважним адолесцентским немирима који одражавају пишчеву незрелост и немају дубље ни универзалније вредности.
Друга фаза, која траје до Другог светског рата, обележена је Андрићевим окретањем приповедачкој прози и, на језичком плану, дефинитивним преласком на српску екавицу. По општем признању, у већини приповедака Андрић је нашао себе, па та зрела фаза спада у уметнички најпродуктивније, с већином Андрићевих најцењенијих прича.
Писац није био склон књижевним експериментима који су доминирали у то доба, него је у класичној традицији реализма 19. века, пластичним описима обликовао своју визуру Босне као размеђа истока и запада, натопљену ирационализмом, конфесионалним анимозитетом и емоционалним ерупцијама. Личности су припадници све четири етничко-конфесионалне заједнице (Муслимани, Јевреји, Хрвати, Срби – углавном прозвани по конфесионалним, често пејоративним именима (Власи, Турци)), уз појаве странаца или мањина (Јевреји, страни чиновници), а временско раздобље покрива углавном 19. век, али и претходне векове, као и 20.
Трећа фаза обележена је обимнијим делима, романима На Дрини ћуприја, Травничка хроника, Госпођица и недовршеним делом Омерпаша Латас, као и романом Проклета авлија. Радња већине ових дела је углавном смештена у Босни, у њену прошлост или у наративни спој прошлости и садашњости где је писац, на засадама фрањевачких летописа и споре, сентенцама проткане нарације, успео да креира упечатљив свет „Оријента у Европи”. Пишчево се приповедање у наведеним делима одликује уверљиво дочараном атмосфером, упечатљивим описима околине и понашања и психолошким понирањем. Осим тих дела, аутор је у овом периоду објавио и низ приповедака, путописне и есејистичке прозе и познато и често цитирано дело, збирку афористичких записа Знакови поред пута (постхумно издато), несумњиво једно од Андрићевих највреднијих дела.

### Андрић о уметности
Своје схватање смисла и суштине уметности Андрић је излагао, било у посебним написима било имплицитно, у појединим пасажима свог уметничког дела. У том погледу посебно се истиче његов есеј Разговор са Гојом, приповетка Аска и вук, беседа поводом добијања Нобелове награде, „О причи и причању” и збирка афористичких записа „Знакови поред пута”.
Уметничко стварање је по Андрићу сложен и напоран чин који се врши по диктату човекове нагонске потребе за стварањем. У основи нагонска, човекова потреба за лепотом одбрана је од умирања и заборава; она је дијалектичка супротност законима пролазности. У игри јагњета из алегоријске приповетке Аска и вук симболизован је уметнички нагон човеков као „инстинктиван отпор против смрти и нестајања” који „у својим највишим облицима и дометима поприма облик самог живота”. Уметност и воља за отпором, казује Андрић на крају ове приповетке, побеђује све, па и саму смрт, а свако право уметничко дело човекова је победа над пролазношћу и трошношћу живота. Живот је Андрићевом делу дивно чудо које се непрестано троши и осипа, док уметничка дела имају трајну вредност и не знају за смрт и умирање.
- Стваралачки акт, по Андрићевом схватању, није прост репродуктиван чин којим се гола фотографије уноси у уметничко дела. Уметност, истина, мора да има дубоких веза са животом, али уметник од материјала који му пружа живот ствара нова дела која имају трајну лепоту и непролазан значај. Феномен стваралаштва огледа се у томе што уметници издвајају из живота само оне појаве које имају општије и дубље значење. Дајући таквим појавама уметнички облик, уметници их појачавају „једва приметно за једну линију или једну нијансу у боји”, стварајући уметничку лепоту која отада сама наставља своју слободну судбину. Све што у животу постоји као лепота – дело је човекових руку и његова духа. Саставни је део „живота и аутентичан облик људског испољавања”, створен за један лепши и трајнији живот.
- Мостови и архитектонске грађевине најбоље илуструју Андрићево схватање трајности лепоте коју човек ствара. Анонимни неимар из Моста на Жепи спасава се од заборава тиме што своју стваралачку визију преноси у камену лепоту лука разапетог над обалама под којима као пролазност протичу хучне воде Жепе. Функција уметности је и у напору уметника да своје дело укључи у трајне токове живота, да човека изведе из „уског круга … самоће и уведе га у простран и величанствен свет људске заједнице”.
- Постојање зла у човеку и животу не сме да заплаши уметника нити да га одведе у безнађе. И зло и добро, као дијалектичке аутономне силе, само су латентност живота и људске природе. Дужност је уметника да открива и једно и друго, али, истовремено, и да својим делом утире пут спознаји да је могуће победити зло и створити живот заснован на доброти и правди.
- Уметност је дужна да човеку открива лепоту напора подвижника који корачају испред савременика и предосећају будуће токове живота. Тако уметност стално отвара перспективе животу појединаца, народа и човечанства, у подвизима и поразима оних који су претходили уметност налази наталожена искуства човечанства. Прохујала столећа сублимишу човеково искуство око неколиких легенди, које потом инспиришу уметника. Смисао савремености је у стваралачком преношењу искуства прошлости у оне вредности савременог стварања које ће, надживљавајући нас, корисно послужити потомцима.

„Само неуки, неразумни људи – каже Андрић – могу да сматрају и да је прошлост мртва и непролазним зидом заувек одвојена од садашњице. Истина је, напротив, да је све оно што је човек мислио и осећао и радио нераскидиво уткао у оно што ми данас мислимо, осећамо и радимо. Уносити светлост научне истине у догађаје прошлости, значи служити садашњости”. Сврха уметности је у повезивању прошлости, садашњости и будућности, у повезивању „супротних обала живота, у простору, у времену, у духу”.
- По Андрићевом схватању уметник је и весник истине, а његово дело порука којом се исказује сложена стварност људске историје. Он је „један од безбројних неимара који раде на сложеном задатку живљења, откривања и изграђивања живота”. Описујући своје стваралачке тренутке, Андрић казује: „Ни трага да се вратим себи. Само да могу, као сурово дрво и студен метал, у служби људске слабости и величине, у звук да се претворим и да људима и њиховој земљи потпуно разумно пренесем безимене мелодије живота …”
- Говорећи о опасностима које вребају уметника, Андрић посебно упозорава на формализам речи и дела: „Бескрајно нагомилавање великих речи све нам мање казује што се више понавља и под њим издишу истина и лепота као робиње”. Најдубљи пораз доживљује онај уметник који сматра да „прасак речи и витлање слика могу бити уметничка лепота. Истина, сваком правом уметничком делу потребан је и естетски сјај, али он се остварује само у једноставности. „Савршенство изражавања форме – каже Андрић – служба је садржини”.
- Пружајући „задовољство без патње и добро без зла”, уметничко дело ће пружити човеку највиши вид живота – честа је порука Андрићевог дела. Андрићева визија хармоничног живота будућег човечанства заснована је управо на уверењу да ће уметничка лепота уништити зло и измирити противречности човековог битисања.

### Уметнички поступак
У начину изграђивања ликова и уметничком поступку при обликовању својих мисли о животу и људима, Андрић се не одваја од најлепших традиција школе реалистичке књижевности, иако такав његов поступак не значи и понављање традиционалних реалистичких манира. Његове слике живота нису само реалистички израз одређене животне и историјске стварности, јер он у њих уткива и знатно шира уопштавања и општија, готово трајна животна значења. Легендарни босански јунак Алија Ђерзелез није само тип османлијског пустолова и авантуристе, већ и вечити човек пред вечитим проблемом жене. Тамница из романа Проклета авлија има знатно шире значење: она је изван времена и места којима их је писац локализовао. Иако се у Андрићевом књижевном делу најчешће јавља Босна, готово сви њени ликови се издижу изван животног круга у коме их писац налази. Андрић, природно, никада не изневерава типичност средине и времена, али он при том тако комплексне личности уме да догради и у њима подвуче оно што је општије и животно шире од особености одређених конкретном средином и временом.
Оно по чему се Андрић нарочито истиче у српској књижевности, то су ванредне анализе и психолошка сагледавања оних човекових стања која су у српској књижевности, до њега, била изван значајних литерарних интересовања. Њега највише занима онај тамни и неизрециви нагон у човеку, који је изван домашаја његове свести и воље. Полазећи од неких савремених поставки психолошке науке, Андрић је приказао како ти тајанствени унутрашњи импулси фатално трују и оптерећују човека. Осим тога, он је са посебном сугестивношћу сликао дејство сексуалних нагона и чулних перцепција на душевни живот човека. Због свега тога Андрић се првенствено показује као модерни психоаналитичар у српској књижевности. У судбини сваке личности овог нашег приповедача је и нека општија идеја, извесна мисао о животу, човеку и његовој срећи. Зато се за његову прозу с правом каже да носи у себи обележја филозофског реализма.
Андрић је и мајстор и речи и стила. Његова проза је сачувала апсолутну, кристалну јасност израза. Он не тражи стилски ефекат у необичној метафори или у наглашеном изразу. Складна и једноставна реченица, уверљивост и сугестивна естетска и мисаона функционалност приповедачких слика чине да Андрићево дело представља најсуптилнију уметничку вредност коју српска књижевност поседује. Андрићево дело је постало понос српске културе, а са високим међународним признањем, оличеним у Нобеловој награди, оно данас живи и као трајна својина светске литературе.

## Српски идентитет
Иво се директно и недвосмислено изјашњавао као Србин и српски писац, како је он то волио да каже, у „својим зрелим годинама и не од јуче”.
У свом писму комесару Српске књижевне задруге (1942) истиче да је српски писац. док у својим личним документима, личној карти (1951), војној књижици (1951), партијској књижици (1954), изводима из матичне књиге рођених и венчаних, у рубрици „народност”, Иво уноси „српска”. С друге стране, два пута се експлицитно дистанцира од хрватства: 1933. одбијањем да његове песме уђу у Антологију хрватске лирике, а затим 1954. одбија да се у његовој биографији у Југословенској енциклопедији помене да је хрватског порекла.
Као неку врсту потврде Ивине народности споменимо канадско-америчког историчара МекНила (William H. McNeil) који пише да су родитељи Ивине мајке били Срби те Војновићево писмо свом брату Луји у коме каже: „Шаљем то дјело Ex ponto које је пробудило велику сензацију. Писац млади католички Србин из Босне, идеалан младић, 26 год.”. Једнако треба додати два друга странца, Ивине пријатеље и савременике Л. Ф. Едвардса (Lovett F. Edwards), који у свом предговору преводу књиге (1944) каже да је Иво истовремено и Србин и Босанац, те сталног секретара Шведске краљевске академије Остерлинга (Anders Österling), који у свом говору приликом додељивања Нобелове награде Иви, истиче да се он, као млад српски студент, прикључио националном револуционарном покрету и да је био прогоњен па затворен 1914. на почетку Првог светског рата.

Српска књижевна критика види Андрића као српског књижевника српског међуратног модернизма 20. века и књижевника који је израстао из српске књижевне традиције.

## Одликовања
- Орден официра обновљене Пољске (1926)
- Орден Црвеног крста (1936)
- Орден великог официра обновљене Пољске (1937)
- Орден великог официра Легије части (1937)
- Орден Светог Саве I реда (1938)
- Орден Немачког орла I реда (1939)
- Орден заслуга за народ I реда (1952)
- Орден Републике са златним венцем за нарочите заслуге на пољу књижевне и културне делатности (1962)
- Орден јунака социјалистичког рада (1972)[55]

## Наслеђе

### Задужбина Иве Андрића
Задужбина Иве Андрића је почела са радом 12. марта 1976. године на темељу тестаментарне воље Иве Андрића. Прва и најважнија одредба пишчеве опоруке била је да се његова заоставштина „сачува као целина и да се, као легат односно, задужбина, намени за опште културне и хуманитарне потребе”. Организујући научне скупове о Андрићевом делу и о различитим аспектима савремене српске књижевности, Задужбина служи најдубљим интересима српске књижевности, уметности и културе. Велики је број дипломаца и постдипломаца који су добили стипендију Андрићеве задужбине за радове из области књижевности, а такође су као гости и стипендисти, у пишчевој Задужбини боравили и радили многобројни слависти из целога света.

### Андрићева награда
На основу пишчеве тестаментарне воље, почев од 1975. године, сваке године се додељује Андрићева награда за причу или збирку прича написану на српском језику. Први добитник награде је био Драгослав Михаиловић за дело Петријин венац.

### Спомен-музеј Иве Андрића
У оквиру Задужбине Иве Андрића спада и Спомен-музеј Иве Андрића се налази у саставу Музеја града Београда и отворен је 1976. године у стану на Андрићевом венцу 8, у коме је писац живео са супругом Милицом Бабић од 1958. године.
Сачувани су аутентични распоред и изглед улазног хола, салона и Андрићеве радне собе, а некадашње две спаваће собе преуређене су у изложбени простор где је отворена стална поставка која разноврсним експонатима представља Андрићев животни пут и маркантне тачке његове стваралачке биографије. Поред репрезентативних докумената (индекси, пасоши, плакете, дипломе, Нобелова плакета и медаља, Вукова награда, почасни докторати) и фотографија, у изложбеној поставци могу се видети и оригинални рукописи Андрићевих дела, писма, издања његових књига на разним језицима, као и неки пишчеви лични предмети.

### Свеске Задужбине Иве Андрића
Од 1982. године Задужбина издаје часопис Свеске Задужбине Иве Андрића које излазе једном годишње. Ова публикација објављује непознате и непубликоване Андрићеве рукописе, преписку, научне и критичке студије о Андрићевом слојевитом делу и његовом животу, његовом духовном простору као и о времену и свету у којем је живео.

### Стазама Иве Андрића
Године 2012. у граду Београду је одлучено да се на свим тачкама града где је Андрић проводио време (радна места, паркови, кафане) поставе мале табле са одговарајућом ознаком. У горњем десном углу табле је и QR код преко кога се уз помоћ интернета може доћи до потпунијих података о датој локацији.
- Ознака на „Политици”.
- Ознака на „Борби”.
- Ознака на САНУ.
- Плочица на клупи у Пионирском парку на којој је Андрић често седео.
- Плочица на Клубу књижевника, Француска улица.
- Плочица на Малом Калемегдану, Андрић је волео кошарку.

- Поводом 60 година од доделе Нобелове награде, у децембру 2021. године, издата је поштанска марка са његовим ликом.[59]
- Многе образовне установе, основне, средње школе и насеља у Србији и Републици Српској добиле су назив у част Иве Андрића, следи списак:

| Број | Установа или насеље                       | Место                              |
| ---- | ----------------------------------------- | ---------------------------------- |
| 1.   | Средња школа Иво Андрић                   | Вишеград                           |
| 2.   | Основна школа Иво Андрић                  | Канарево брдо, Београд             |
| 3.   | Основна школа Иво Андрић                  | Бања Лука                          |
| 4.   | Основна школа Иво Андрић                  | Ниш                                |
| 5.   | Основна школа Иво Андрић                  | Прањани                            |
| 6.   | Основна школа Иво Андрић                  | Радинац                            |
| 7.   | Основна школа Иво Андрић                  | Ђулићи, Теслић                     |
| 8.   | Основна школа Иво Андрић                  | Горњи Милановац                    |
| 9.   | Основна школа Иво Андрић                  | Кулаши                             |
| 10.  | Основна школа Иво Андрић                  | Будисава                           |
| 11.  | Месна заједница Иво Андрић                | Лиман, Нови Сад                    |
| 12.  | Андрићев институт                         | Андрићград, Вишеград               |
| 13.  | ЈУ Центар средњих школа Иво Андрић        | Прњавор                            |
| 14.  | Задужбина Иве Андрића                     | Милутина Бојића 4 у Београду       |
| 15.  | Андрићев венац                            | градско насеље/четврт (у Београду) |
| 16.  | Народна библиотека „Иво Андрић”           | Вишеград                           |
| 17.  | Библиотека „Иво Андрић” Андрићев институт | Вишеград                           |
| 18.  | Народна библиотека „Иво Андрић” у Челинцу | Челинац                            |

### Андрићград
Андрићград или Каменград је град, културни центар и врста етно-села, који се налази на локацији Ушће на самом ушћу река Дрина и Рзав у Вишеграду чији је идејни творац режисер Емир Кустурица. За посетиоце је отворен 5. јула 2012.
Град је изграђен од камена и у њему се налази педесетак објеката. У граду ће постојати градско позориште, модерни биоскоп, градска управа, академија лијепих умјетности, зграда Андрићеве гимназије, ријечна марина и пристаниште, хотели, тргови, црква, стари хан, дућани и спомен кућа Иве Андрића. У оквиру академије лепих уметности која ће постојати у Каменграду, радиће Факултет за режију. Очекује се и да Србија, а можда и неке друге земље, отворе своје конзулате и почасне конзулате у Андрићевом граду. Дана 28. јуна 2013. године отворен је Андрићев институт.
У Херцег Новом постоји кућа Иве Андрића. Жанета Ђукић Перишић објавила је више књига о Иви Андрићу. У књизи „Ко је био Иво Андрић” сабрала је сећања савременика на Иву Андрића.

## Дела
Аутор је бројних есеја, записа и критичких осврта о српским писцима, као што су Симо Матавуљ, Бора Станковић, Бранко Радичевић, Петар Кочић, који се одликују документарношћу, богатством података и рационалном анализом историјских и актуелних проблема.
Основни преглед најзначајнијих дела
- Ex Ponto, стихови у прози, 1918.
- Немири, стихови у прози, 1920.
- Пут Алије Ђерзелеза, 1920.
- Мост на Жепи, 1925.
- Аникина времена, 1931.
- Португал, зелена земља, путописи, 1931.
- Шпанска стварност и први кораци у њој, путописи, 1934.
- Његош као трагични јунак косовске мисли, есеј, 1935.
- Разговор са Гојом, есеј, 1936.
- На Дрини ћуприја, роман, 1945.
- Деца, збирка приповедака
- Госпођица, роман, 1945.
- Травничка хроника, роман, 1945.
- На Невском проспекту, 1946.
- На камену, у Почитељу
- Прича о везировом слону, 1948.
- Проклета авлија, роман, 1954.
- Игра, 1956.
- О причи и причању, беседа поводом доделе Нобелове награде, 1961.
- Јелена, жена које нема, приповетка, 1963.
- Шта сањам и шта ми се догађа, лирске песме, објављене постхумно 1977.
- Омерпаша Латас, недовршен роман, објављен постхумно 1977.
- На сунчаној страни, недовршен роман, објављен постхумно
- Знакови поред пута, књига, објављена постхумно
- Свеске, књига, објављена постхумно

Дела Иве Андрића су превођена на више од 50 језика.

## Галерија
- Нобелова награда
- Табла са његовим именом у Венецији
- Андрићева лична карта из 1951. године
- Андрићева пријавница за Јагелонски универзитет у Кракову
- Иво Андрић на Београдском сајму књига
- Иво Андрић на новчаници динара Народне банке Југославије из 1994. године
- Биста Андрића у Грацу